# Эль Аири, Сара
Сара Эль Аири (фр. Sarah El Haïry) — французский политик, государственный секретарь по делам молодёжи и занятости в правительстве Жана Кастекса, депутат Национального собрания Франции.

## Биография
Сара Эль Аири родилась 16 марта 1989 года в Роморантен-Лантене (департамент Луар и Шер) во франко-марокканской семье. Ее отец врач, мать — предприниматель. Закончила среднюю школу в Меце, изучало право в Университете Нанта. Кроме того, она прошла курс молодежного семинара в Институте высших исследований национальной обороны. В рамках программы обмена политическими активистами стажировалась в Канаде при министерства туризма Квебека. В 2014 году она стала региональным менеджером в Groupe Up.
Сара Эль Аири начала свою политическую карьеру в партии Союз за народное движение, в 2010 году перешла во вновь созданное Демократическое движение. В 2014 году под вторым номером вошла в партийный список на муниципальных выборах в Нанте, получивший 2 % голосов. Также безуспешно она баллотировалась по списку Демократического движения в Совет региона Пеи-де-ла-Луар в 2015 году.
В мае 2015 года она назначена исполняющим обязанности партийного лидера в департаменте Атлантическая Луара, а 18 ноября 2017 года, вскоре после избрания ее депутатом Национального собрания, избавилась от приставки и. о.
На выборах в Национальное собрание в 2017 году стала кандидатом от президентского большинства, образованного партиями Демократическое движение и «Вперёд, Республика!», и одержала победу во 2-м туре с 61,02 % голосов. В Национальном собрании была членом комиссии по финансам. В прессе были публикации о том, что во время предвыборной кампании более половины расходов Сары Эль Аири пришлись на компанию, принадлежащую двум ее родственникам, один из которых стал ее главой кабинета. Кроме того, ее брату были возмещены расходы, которые он не понес.
В феврале 2018 Сара Эль Аири стала пресс-секретарем партии Демократическое движение.
На муниципальных выборах в Нанте в марте-июне 2020 года Сара Эль Аири под третьим номером вошла в центристский список, возглавляемый Валери Оппель; этот список занял четвертое место и получил четыре места в городском совете, одно из которых досталось ей.
26 июля 2020 года Сара Эль Аири получила назначение во вновь образованное правительство Жана Кастекса на должность государственного секретаря по делам молодежи и занятости, после чего сдала мандат депутата.
20 мая 2022 года было сформировано правительство Элизабет Борн, в котором Эль Аири не получила никакого назначения.
19 июня 2022 года во втором туре новых парламентских выборов представляла макронистскую коалицию «Вместе» и победила в своём прежнем 5-м округе Атлантической Луары кандидатку от левого блока NUPES Сабину Лаланд с результатом 54,41 % при явке на уровне 52,34 %.
4 июля 2022 года при формировании второго правительства Борн назначена государственным секретарём по делам молодёжи и всеобщей национальной службы при министре просвещения и министре Вооружённых сил.
8 февраля 2024 года назначена в правительстве Атталя министром-делегатом по делам детства, молодёжи и семьи при министре труда, здравоохранения и солидарности Катрин Вотрен и министре национального просвещения и молодёжи Николь Беллубэ.
На Парламентских выборах 2024 года, назначенных после роспуска президентом Эмманюэлем Макроном Национального собрания 9 июня 2024 года, Сара Эль Аири вновь баллотировалась, но проиграла во втором туре кандидату блока Новый народный фронт Фабрису Русселю.
21 сентября 2024 года по итогам досрочных парламентских выборов было сформировано правительство Барнье, в котором Эль Аири не получила никакого назначения.
В феврале 2025 года декретом президента было создано Управление верховного комиссара по делам детей при министре труда, здравоохранения, солидарности и семьи. 8 марта 2025 года Сара Эль Аири была назначена Верховным комиссаром по делам детей.

## Занимаемые выборные должности
21.06.2017 — 26.08.2020 — депутат Национального собрания Франции от 5-го избирательного округа департамента Атлантическая Луара 

с 03.07.2020 — член муниципального совета города Нант 

26.07.2020 — 20.05.2022 — государственный секретарь по делам молодежи и занятости в правительстве Жана Кастекса